# Trzebież (gmina)
Trzebież – dawna gmina wiejska istniejąca w latach 1973–1976 w woj. szczecińskim (dzisiejsze woj. zachodniopomorskie). Siedzibą władz gminy była Trzebież.
Gmina Trzebież została utworzona 1 stycznia 1973 w powiecie szczecińskim w woj. szczecińskim. 1 czerwca 1975 gmina weszła w skład nowo utworzonego (mniejszego) woj. szczecińskiego. W jej skład wchodziło 6 sołectw: Dębostrów, Drogoradz, Niekłończyca, Trzebież (powstałe ze zniesionego osiedla Trzebież), Uniemyśl i Wieńkowo. Pierwszym przewodniczącym Rady Gminy był Henryk Czerwonka. 
2 lipca 1976 gmina została zniesiona, a z jej obszaru (oraz z obszaru znoszonej gminy Tanowo) utworzono nową gminę Police.